# طيوناوية
الطيوناوية (الاسم العلمي:Inuleae) هي قبيلة من النباتات تتبع الفصيلة النجمية من رتبة النجميات.

## أجناس الطيوناوية
- القربط